# Oderhochwasser 2010
Das Oderhochwasser 2010 war eine der größten Fluten der Oder seit Beginn der Wasserstandsaufzeichnungen. Da alle drei Anrainerstaaten nach dem verheerenden Oderhochwasser 1997 riesige Anstrengungen für den Hochwasserschutz unternommen hatten, blieben die Schäden weit unter denen vom Sommer 1997. Zur selben Zeit und bedingt durch dasselbe Niederschlagsereignis traf auch das Einzugsgebiet der Weichsel ein katastrophales Hochwasser mit riesigen Schäden und Verlust von Menschenleben.

## Verlauf

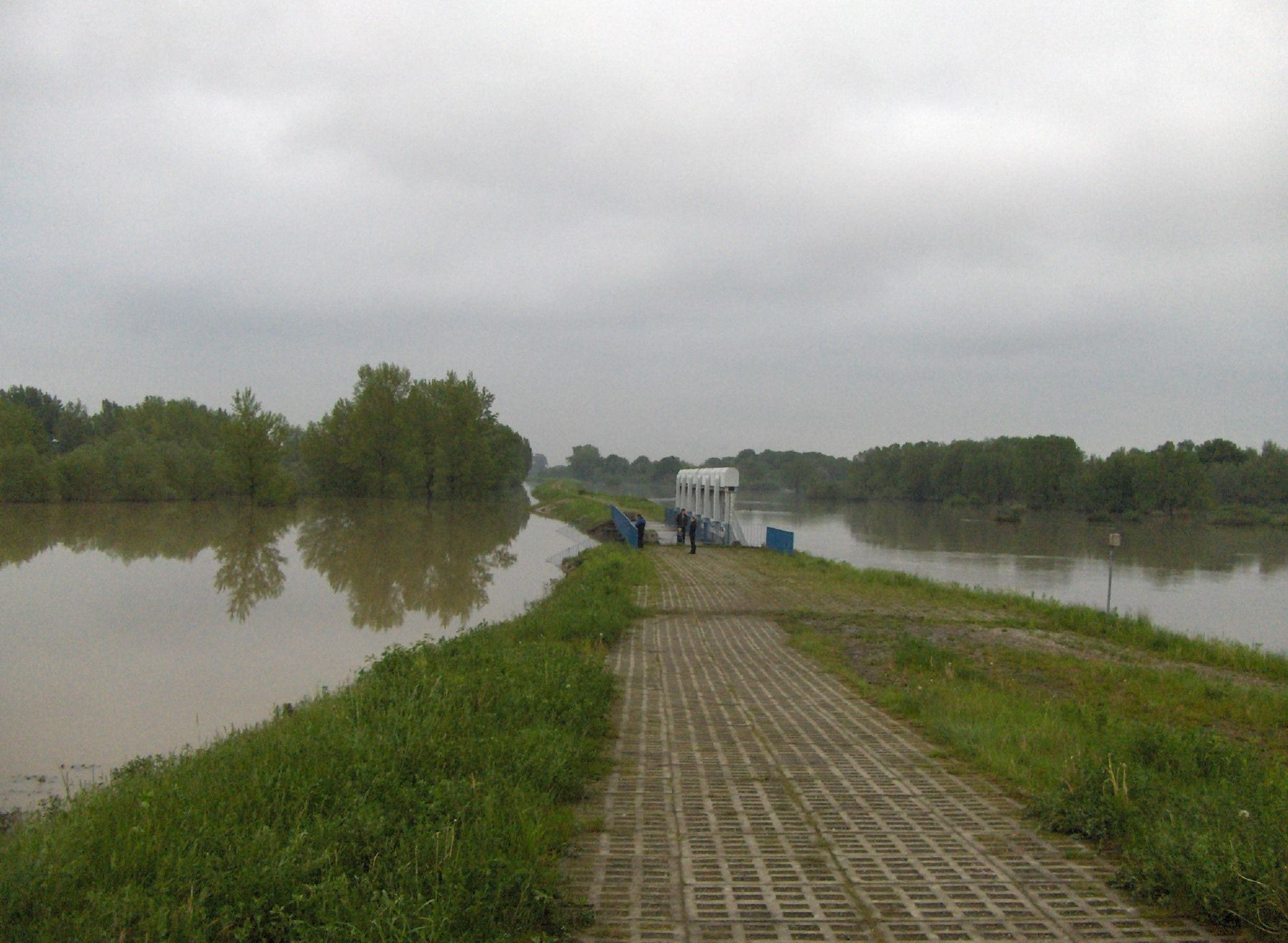
Der geflutete Polder Buków am 19. Mai 2010 (rechts die Oder)

Schon im oberen Oder-Einzugsgebiet entwickelte sich das Hochwasser zum zweitgrößten seit Ende des Krieges. In der Zeit vom 15. bis zum 20. Mai 2010 fielen im tschechischen Einzugsgebiet der Oder 350 bis 370 mm Regen. Dies führte schnell zur Ausbildung eines extremen Hochwassers.
An der tschechisch-polnischen Grenze wurde schon am 17. Mai mit ca. 2100 Kubikmeter pro Sekunde der zweitgrößte Durchfluss seit Beginn der Aufzeichnungen registriert. 1997 kamen hier über 2800 Kubikmeter pro Sekunde zum Abfluss. Als drittgrößtes Hochwasser gilt das vom August 1985 mit 1155 Kubikmeter pro Sekunde.
Der 2002 fertiggestellte Flutungspolder Buków (Oder-km 29–32,5) wurde in der Nacht vom 17. auf den 18. Mai geöffnet und entlastete die Oder um ca. 300 Kubikmeter pro Sekunde, so dass der Abfluss in der Oder von 74 % auf nunmehr 63 % des Scheitelabflusses von 1997 reduziert werden konnte.
Am unterhalb gelegenen Oderpegel Miedonia lag der Höchststand am 18. Mai dementsprechend um 1,6 m unter dem Höchstwert von 1997, ist damit jedoch immer noch der zweithöchste Wasserstand, der seit 1947 dort registriert wurde.

## Wasserstände
Das Landesumweltamt Brandenburg hat 2012 die höchsten Wasserstände zusammengetragen und veröffentlicht.
| Pegel- name                            | Oder- km | max. Pegelstand in cm | Datum          |
| -------------------------------------- | -------- | --------------------- | -------------- |
| Bohumín                                | ca. 20   | 655                   | 17.05.2010     |
| Racibórz Miedonia                      | 55,5     | 884                   | 18.05.2010     |
| Ujście Nysy                            | 180,5    | 720                   | 20.05.2010     |
| Brzeg Dolny                            | 284,7    | 958                   | 23.05.2010     |
| Malczyce                               | 304,8    | 802                   | 23.05.2010     |
| Ścinawa                                | 331,9    | 665                   | 24.05.2010     |
| Głogów                                 | 392,9    | 683                   | 25.05.2010     |
| Nowa Sól                               | 429,8    | 654                   | 26.05.2010     |
| Cigacice                               | 471,3    | 649                   | 26.05.2010     |
| Połęcko                                | 530,3    | 554                   | 27.05.2010     |
| Ratzdorf                               | 542,5    | 630                   | 27.05.2010     |
| Eisenhüttenstadt                       | 554,1    | 653                   | 28.05.2010     |
| Frankfurt (Oder)                       | 584,0    | 600                   | 28.05.2010     |
| Słubice                                | 584,1    | 576                   | 28.05.2010     |
| Kietz                                  | 614,8    | 618                   | 29.05.2010     |
| Kienitz                                | 633,0    | 593                   | 30.05.2010     |
| Gozdowice                              | 645,3    | 617                   | 31.05.2010     |
| Hohensaaten-Finow                      | 664,9    | 688                   | 31.05.2010     |
| Hohensaaten Ostschleuse OP (Oderseite) | 667,2    | 757                   | 30.05.2010     |
| Bielinek                               | 673,5    | 699                   | 31.05.2010     |
| Stützkow                               | 680,5    | 991                   | 31.05.2010     |
| Schwedt Oderbrücke                     | 690,6    | 863                   | 01.06.2010     |
| Schwedt Schleuse OP (Oderseite)        | 697,0    | 809                   | 01.06.2010     |
| Widuchowa                              | 701,8    | 731                   | 02.06.2010     |
| Gartz (Oder)                           | 8,0      | 669                   | 02.06.2010     |
| Mescherin                              | 14,1     | 647                   | 02.06.2010     |
| Gryfino                                | 718,5    | 641                   | 02.06.2010     |
| Ückermünde                             | Oderhaff | 566                   | 31.5.–1.6.2010 |

1. ↑  Der Pegel liegt im Verbindungskanal Hohensaaten bei km 92,9. Er zeigt aber den Wasserstand der Oder am angegebenen km 667,2 an.
2. ↑  Der Pegel liegt in der Schwedter Querfahrt bei km 0,4. Er zeigt aber den Wasserstand der Oder am angegebenen km 697,0 an.
3. ↑  Der Pegel liegt an der Westoder bei km 8,0. Kilometer Null der Westoder ist etwa am Pegel Widuchowa.
4. ↑  Der Pegel liegt an der Westoder bei km 14,1. Kilometer Null der Westoder ist etwa am Pegel Widuchowa.

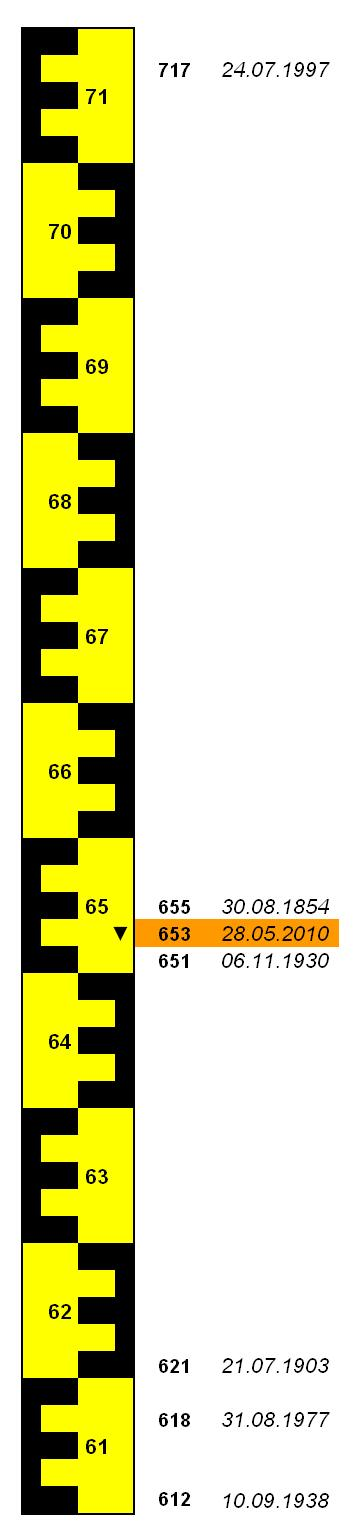
Die größten Sommer-Hochwasser am Pegel Eisenhüttenstadt seit 1854 (braun: 2010)

Am oberen deutschen Oderabschnitt von Ratzdorf bis Frankfurt (Oder) wurden die Richtwerte für die höchste Alarmstufe erreicht und überschritten. Die Alarmstufe IV wurde am 26. bzw. 28. Mai für diese Flussabschnitte ausgerufen und galt bis zum Ende des Monats Mai. Die Alarmstufe III galt für den gesamten unterhalb liegenden Oderabschnitt. Erst am 23. Juni 2010 war der gesamte deutsch/polnische Oderabschnitt wieder frei von Alarmstufen.

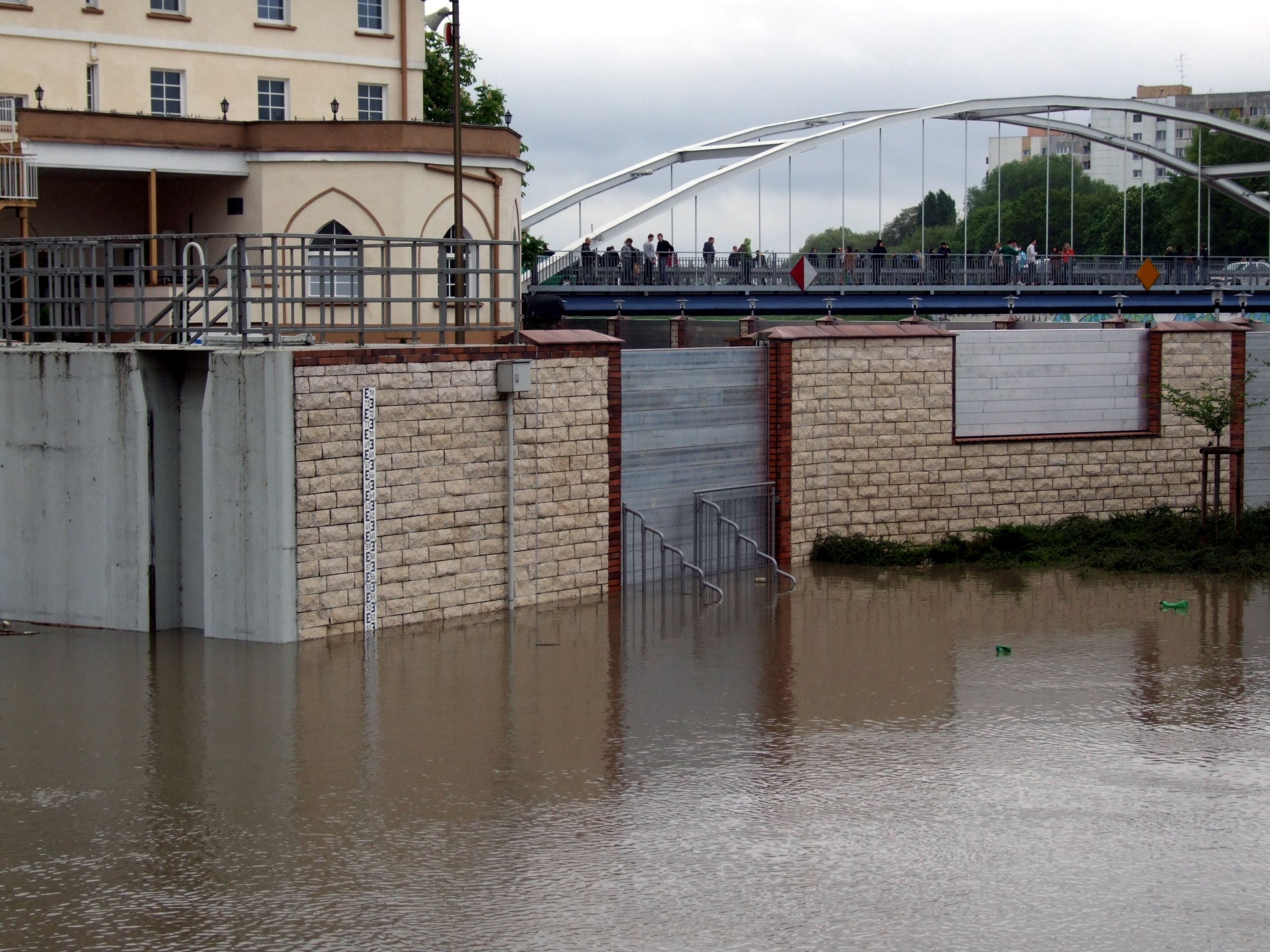
Geschlossene Hochwasserschutzwand in Oppeln im Mai 2010
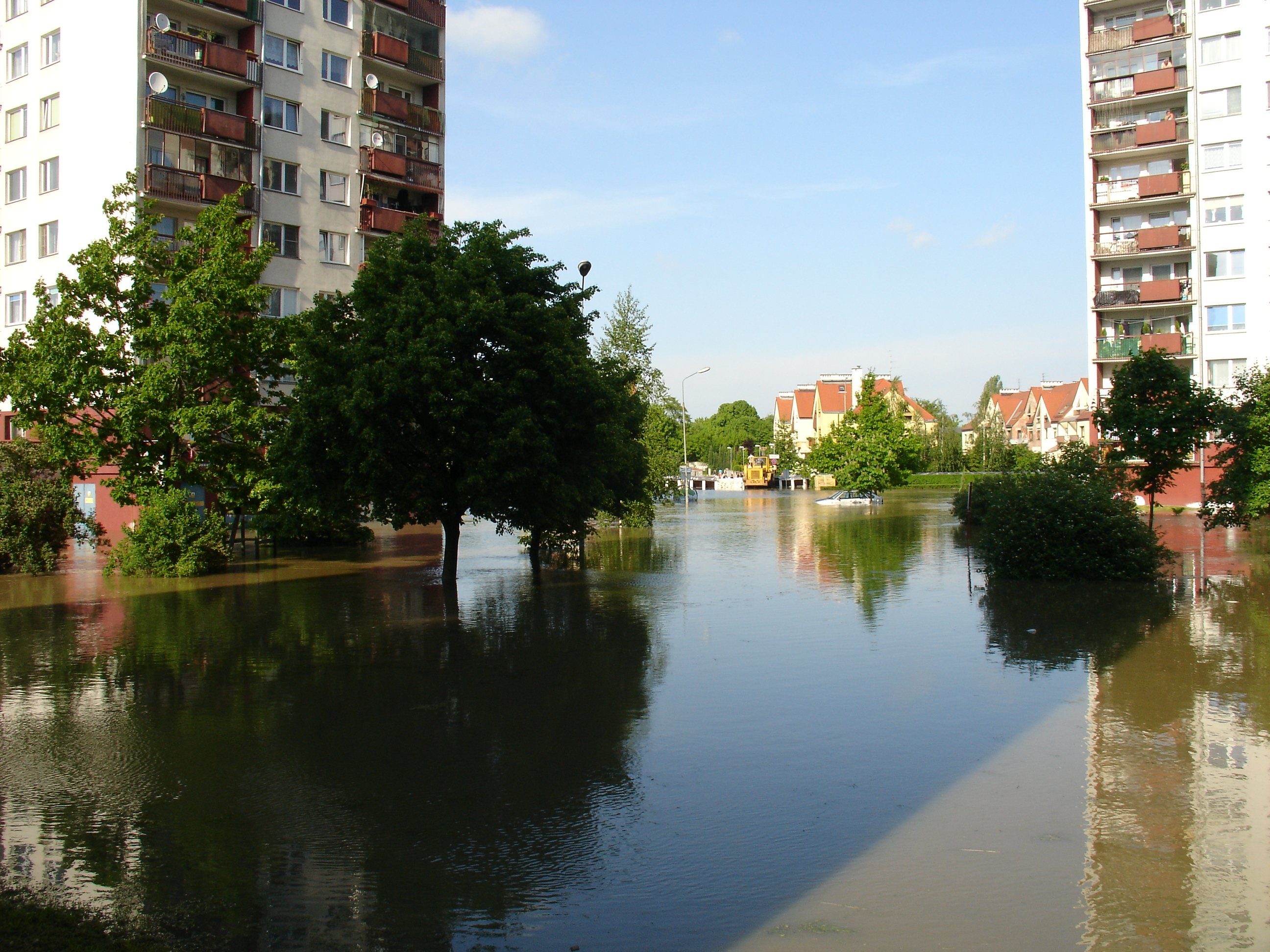
Überfluteter Stadtteil Kozanów in Breslau (22. Mai 2010)
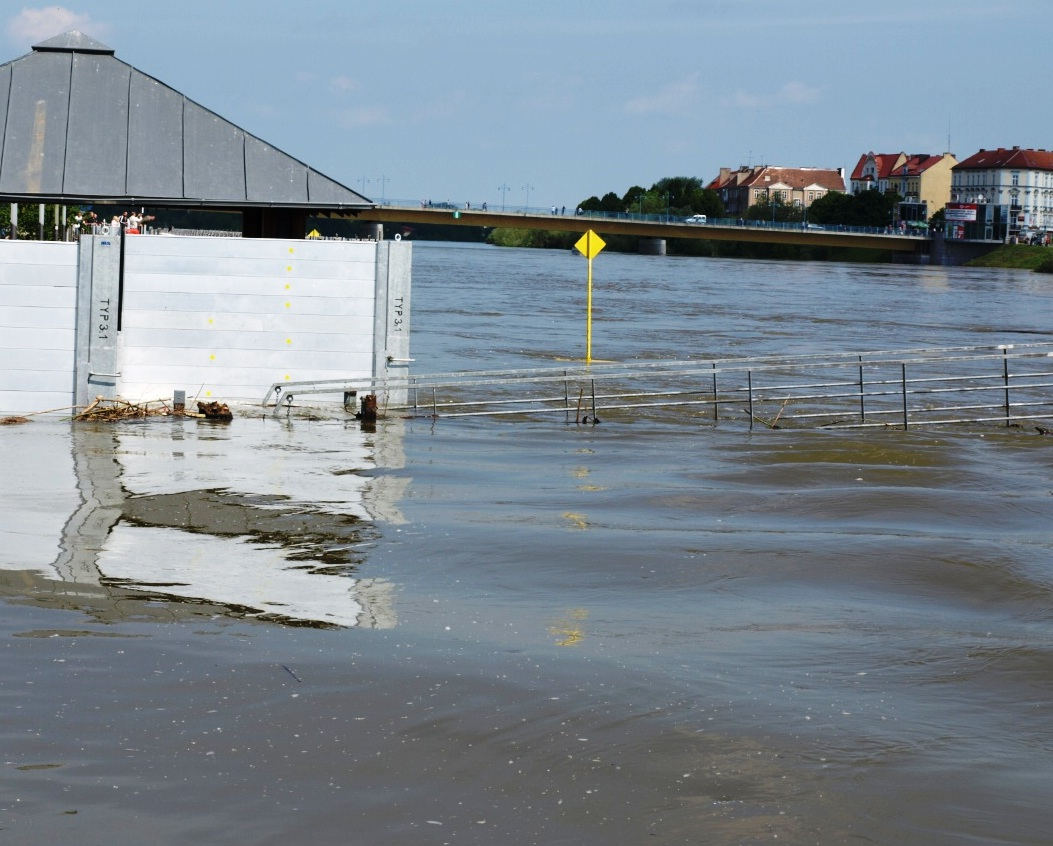
Mobile Schutzwand in Frankfurt (Oder) beim Hochwasser Mai/Juni 2010
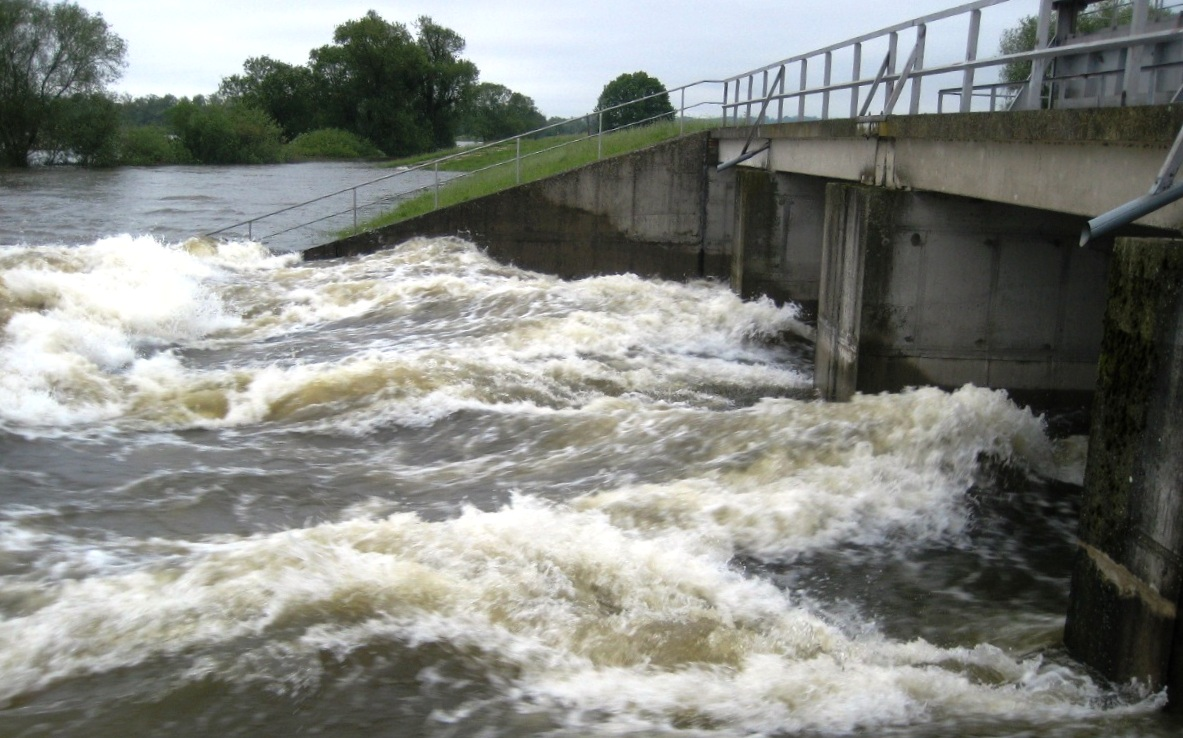
Flutung eines Entlastungspolders an der Unteren Oder